# Gâteau du Vully

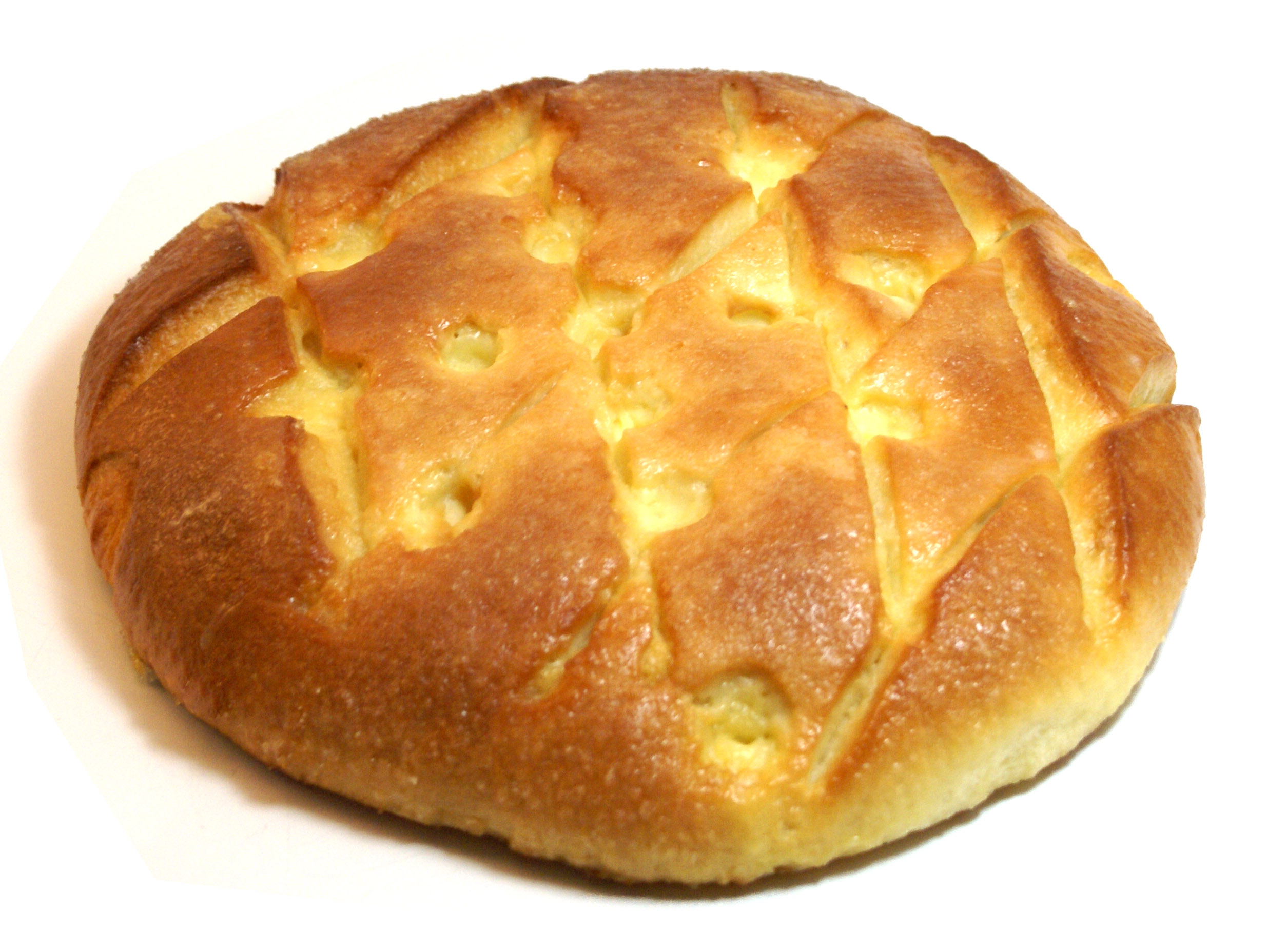
Gâteau du Vully

Le gâteau du Vully est une spécialité de la région du Vully, en Suisse. La version la plus connue de ce gâteau est celle au sucre et à la crème, mais il peut aussi se déguster salé avec du lard et du cumin,.

## Origine
La fabrication de ce gâteau à base de pâte levée remonte à la fin du XIXe siècle.
Afin de vérifier et ajuster la température de cuisson des fours, les boulangers broyards avaient pour coutume de fabriquer de petites boules de pâte à pain garnies de crème et de sel pour la première fournée. Bientôt, ils améliorent la recette avec du sucre et du beurre, ce qui vaudra au gâteau le nom de "salée au sucre".
Le gâteau du Vully est aujourd'hui dégusté comme apéritif, goûter ou dessert et agrémente souvent les fêtes et girons de la région du Vully.

## Réalisation

### Pâte
- 1 kg de farine
- 1 grosse pincée de sel
- 25 g de levain à délayer dans de l'eau tiède
- 70 g de beurre
- 0,8 l de lait
- 15 g de saindoux
- 1 œuf débattu

### Garniture
- 400 g de sucre tapé grossièrement
- 1,5 dl de crème entière (de crème double de la Gruyère, si possible)
- 1 jaune d'œuf
- 150 g de beurre de cuisine

### Préparation
Mélanger la farine, le sel, la levure délayée, le beurre fondu dans 1/3 du lait, rajouter peu à peu le lait tiède et pétrir jusqu'à l'obtention d'une pâte légère, gonflée et acérée (env. 20 min).
Ajouter le saindoux et l'œuf en cours de pétrissage.
Graisser les feuilles à gâteau ; répartir la pâte dans les feuilles et laisser lever (env. 1h) dans une pièce chauffée.
Garnir en faisant de la dentelle sur les bords ; Faire des trous avec les doigts (ou utiliser une roulette à pâtisserie pour y strier des losanges) ; badigeonner du mélange crème et œuf ; placer des petits bouts de beurre dans les trous (à l'intersection des losanges) ; répartir le sucre concassé sur toute la surface.

### Cuisson
Glisser au four très chaud (300 °C) pendant 8 à 10 minutes selon les goûts.